# Скотопланесы
Скотопланесы (лат. Scotoplanes) — род глубоководных голотурий из семейства Elpidiidae.

## Передвижение
Представители эльпидиид[уточнить] обладают чрезвычайно укрупнёнными трубчатыми ножками, выглядящими как ноги; это единственный среди голотурий пример передвижения с помощью ног, при котором используются полости с водой под кожей (а не внутри самой ножки) для наполнения и расслабления придатка. Название «морская свинья» появилось в связи с такими ножками в сочетании с характерной округлой формой; иногда так же называли другие роды эльпидиид.

## Среда обитания
Scotoplanes живёт на океанском дне, особенно на абиссальных равнинах Атлантического, Тихого и Индийского океанов, на больших глубинах (обычно более километра). Некоторые родственные виды встречаются в Антарктике. Scotoplanes, как и все глубоководные голотурии, питаются, извлекая частицы органики из донных осаждений. Замечено, что Scotoplanes globosa отдаёт отчётливое предпочтение богатой органикой пище, только что упавшей на дно и использует обоняние, чтобы находить источники такой пищи (например, туши китов).
Scotoplanes, как и многие морские огурцы, часто встречается на больших глубинах (иногда видят сотни особей). Ранее отмечались выловы в 300—600 экземпляров на трал. Известны как хозяева многих паразитических беспозвоночных, включая брюхоногих и мелких клешненосных осликов (ракообразных).

## Статус популяции
Основная угроза — глубоководное траление. Тральщик за один проход может поймать и, в конечном счёте, убить 300 особей. Поскольку они — важная часть рациона глубоководных хищников, это создаёт серьёзную угрозу морской экосистеме.